# مجلس الوزراء الكويتي 2007
مجلس الوزراء الكويتي 2007 أو الحكومة الكويتية الرابعة والعشرون أو حكومة ناصر المحمد الثالثة هي الوزارة رقم 24 في تاريخ دولة الكويت منذ الاستقلال عام 1961، تشكّلت في تاريخ 25 مارس 2007، برئاسة الشيخ ناصر المحمد الأحمد الصباح، واستمرت حتى 19 مايو 2008.

## التشكيلة الوزارية
- رئيس الوزراء: ناصر المحمد الأحمد الصباح
- نائب أول لرئيس مجلس الوزراء ووزير الدفاع: جابر المبارك الصباح
- نائب رئيس مجلس الوزراء ووزيرالخارجية: محمد صباح السالم الصباح
- نائب رئيس مجلس الوزراء ووزير الدولة لشؤون مجلس الوزراء: فيصل محمد الحجي بوخضور
- وزير المالية: بدر مشاري الحميضي (استقالة) / مصطفى جاسم الشمالي
- وزير الداخلية: جابر الخالد الجابر الصباح
- وزير المواصلات ووزير الدولة لشؤون مجلس الأمة: شريدة عبد الله سعد المعوشرجي (استقالة) / * وزير المواصلات: عبد الله سعود المحيلبي / * وزير الدولة لشؤون مجلس الأمة: عبد الله عبد الرحمن الطويل
- وزير الشؤون الاجتماعية والعمل: صباح الخالد الحمد الصباح
- وزير الإعلام: عبد الله سعود المحيلبي
- وزير العدل ووزير الأوقاف والشؤون الإسلامية: عبد الله معتوق المعتوق (إعفاء)
- وزير العدل: جمال الشهاب .
- وزير الأوقاف والشؤون الإسلامية: عبد الله سعود المحيلبي
- وزير الدولة لشؤون الإسكان: عبد الواحد محمود العوضي (استقالة) / عبد الله عبد الرحمن الطويل
- وزير النفط: علي جراح صباح الصباح (استقالة) / بدر مشاري الحميضي (استقالة) / محمد عبد الله هادي العليم
- وزير التجارة والصناعة: فلاح فهد محمد الهاجري (استقالة) / مصطفى جاسم الشمالي
- وزير الكهرباء والماء: محمد عبد الله هادي العليم
- وزير الصحة: معصومة صالح المبارك (استقالة) / عبد الله عبد الرحمن الطويل
- وزير الأشغال العامة ووزير الدولة لشؤون البلدية: موسي الصراف
- وزير التربية ووزير التعليم العالي: نورية صبيح براك الصبيح